# Crataegus scabrifolia
Crataegus scabrifolia là loài thực vật có hoa trong họ Hoa hồng. Loài này được (Franch.) Rehder mô tả khoa học đầu tiên năm 1931.